# Wasseiges
Wasseiges (Wazedge en Való) és un municipi belga de la província de Lieja a la regió valona. El 2008 tenia uns 2582 habitants. Es troba a l'altiplà d'Haspengouw i és regat pel Mehaigne.

## Història
El poble se situa a l'antiga via romana de Bavay a Colònia. A l'antic règim pertanyia a l'abadia de Sant Llorenç al principat de Lieja. Vers 1035 passà sota la jurisdicció del comte Albert II de Namur. A l'inici el poder del comte era limitat, però al segle xiii el poble i el 30 nuclis que en depenien van integrar-se completament al comtat de Namur fins a la fi de l'antic règim. Era la seu d'un tribunal feudal.
L'administració revolucionària francesa va crear el municipi de Wasseiges al departament de l'Ourte. El 1815 va esdevenir una part del Regne Unit dels Països Baixos i des del 1830 és belga. L'1 de gener de 1977 el poble va eixamplar-se en fusionar amb els antics municipis d'Acosse, Ambressin i Meeffe.

## Economia

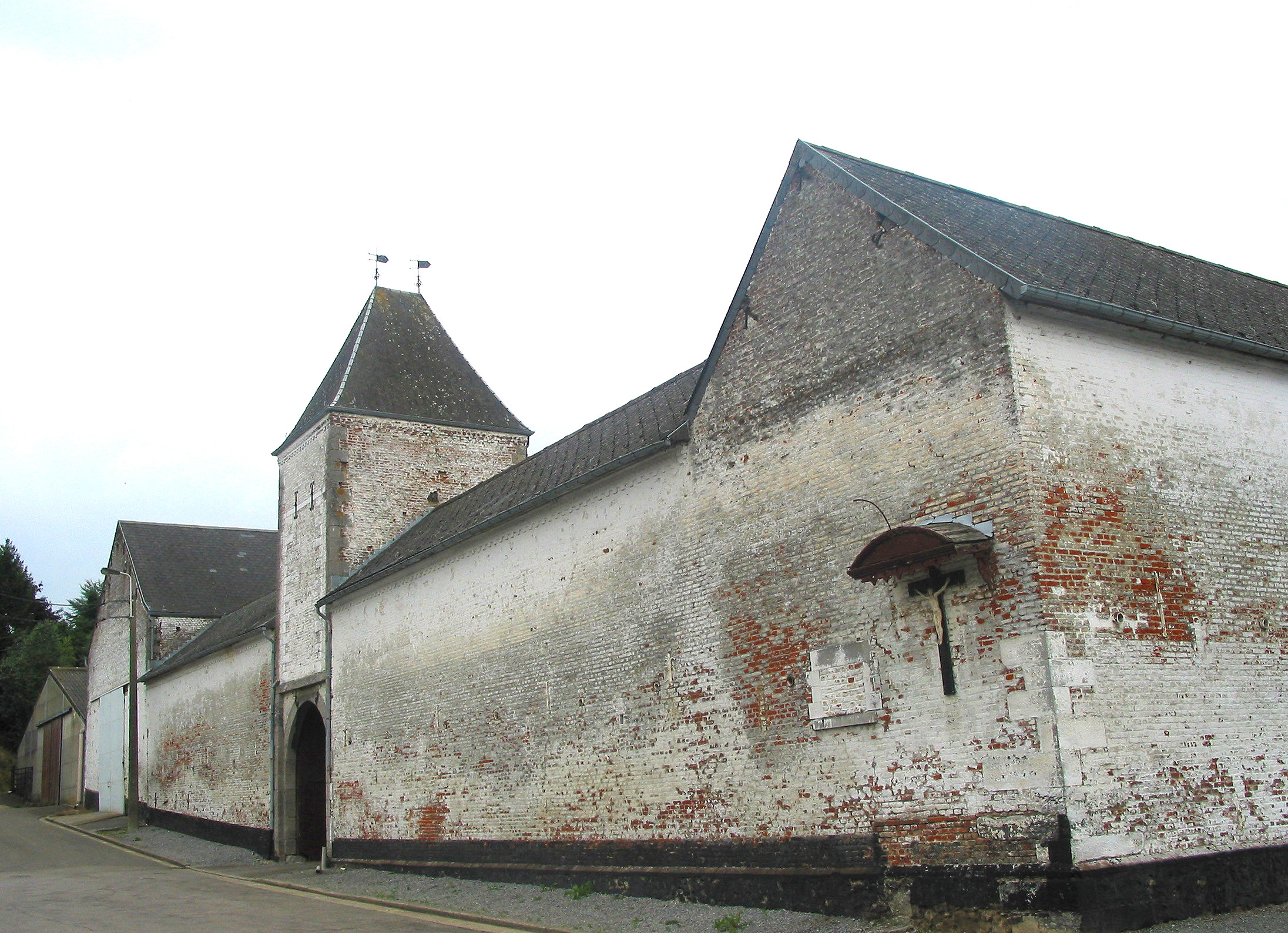
Masia

Wasseiges és un municipi rural del qual la primera activitat sempre va ser l'agricultura. Situat a les terres fèrtils d'Haspengouw, hom hi troba moltes llargues masies.

## Llocs d'interès
- Església de Martí
- El castell Lieutenant

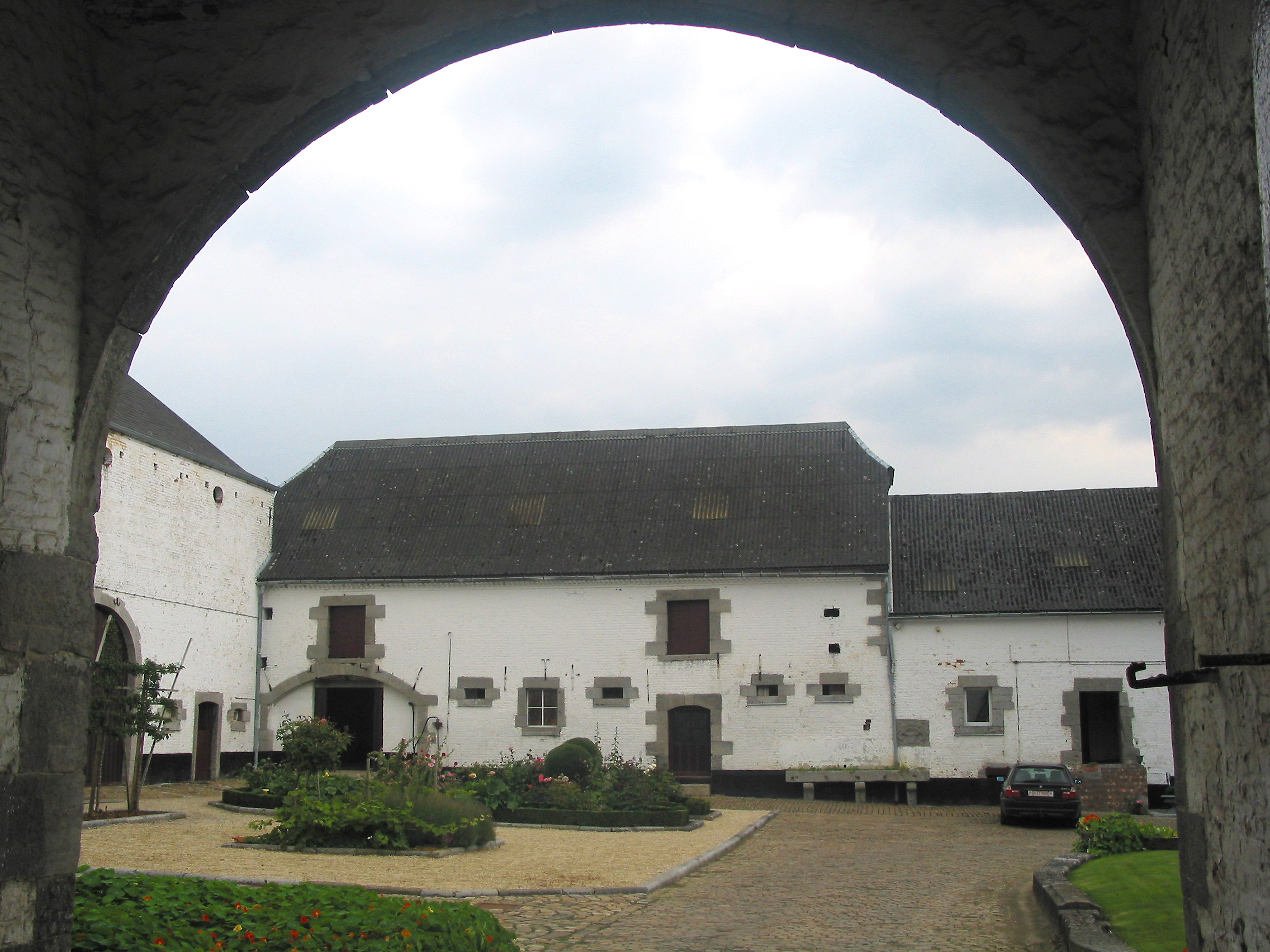
Wasseiges: pati d'una masia

- Masia ferme de la Dîme i altres masies en estil hesbinyó

## Nuclis
- Wasseiges
- Acosse
- Ambresin
- Meeffe

1. ↑  «Joseph Deleuze, Le baillage de Wasseiges». Arxivat de l'original el 2009-01-23. [Consulta: 30 març 2009].